# Instrument intelligent
 (signalé en mai 2025).
Si vous disposez d'ouvrages ou d'articles de référence ou si vous connaissez des sites web de qualité traitant du thème abordé ici, merci de compléter l'article en donnant les références utiles à sa vérifiabilité et en les liant à la section « Notes et références ».
- Archive Wikiwix
- Bing
- Cairn
- DuckDuckGo
- E. Universalis
- Gallica
- Google
- G. Books
- G. News
- G. Scholar
- Persée
- Qwant
- (zh) Baidu
- (ru) Yandex
- (wd) trouver des œuvres sur Wikidata

Un instrument intelligent est un capteur ou un actionneur doté de fonctionnalités de communication, de configuration et de validation, en plus des fonctionnalités de mesure ou d'action.
Il est généralement constitué d'un processeur ou d'un microcontrôleur, et d'une interface de communication à un réseau de terrain. Son logiciel peut implémenter du simple traitement du signal aux méthodes de l'intelligence artificielle.
Les instruments intelligents sont connectés en réseaux à un système central (ordinateur ou automate programmable). Il est aussi possible de créer une application complète constituée uniquement d'instruments connectés entre eux.